# Ian Pearce
Ian Anthony Pearce (Bury St. Edmunds, 7 mei 1974) is een Engels voormalig betaald voetballer die doorgaans als centrale verdediger speelde. Pearce won de Premier League met Blackburn Rovers in 1995. Hij kwam daarnaast uit voor Chelsea, West Ham United en Fulham.

## Biografie
Pearce debuteerde in het betaald voetbal bij Chelsea. Zijn eerste wedstrijd – als zeventienjarige – was een 2–2 gelijkspel tegen Aston Villa op 11 mei 1991. Hij speelde amper vijf wedstrijden voor The Blues, telkenmale was Pearce invaller. In 1993 verliet hij Stamford Bridge voor het Ewood Park van Blackburn Rovers.
Twee seizoenen later won Pearce als afgedankte of doorgestuurde jeugdspeler van Chelsea de Premier League met Blackburn Rovers onder leiding van de Schotse trainer Kenny Dalglish. Een seizoen eerder was de club reeds als tweede geëindigd achter Manchester United. Hij was gedurende het kampioenenjaar een vaste waarde centraal in de verdediging. Pearce werd doorgaans geflankeerd door de Schotse voorstopper Colin Hendry en soms door oudgediende Tony Gale. In 1997 verruilde hij Blackburn Rovers voor West Ham United, waar hij onder de vleugels van trainer Harry Redknapp een steunpilaar werd. Op de eerste speeldag van het seizoen 1999/2000, tegen Tottenham Hotspur op Boleyn Ground, scheurde Pearce de ligamenten van zijn knie af en was 14 maanden buiten strijd. Hierdoor was Pearce zijn plaats kwijt. Hij kwam ongelukkig in botsing met ploeg- en naamgenoot Stuart Pearce. West Ham United won die openingswedstrijd met 1–0. Frank Lampard scoorde het doelpunt. Pearce keerde terug op 28 oktober 2000 thuis tegen Newcastle United. Pearce heroverde al snel zijn plaats. Hij speelde 142 competitiewedstrijden voor West Ham.
In januari 2004 verliet hij Boleyn Ground en verhuisde naar Fulham. Op Craven Cottage speelde hij 57 competitiewedstrijden in vier seizoenen. Het laatste seizoen, 2007/08, werd Pearce even verhuurd aan toenmalig tweedeklasser Southampton. Een dan 38-jarige Pearce beëindigde in 2012 zijn loopbaan op amateurniveau.

## Erelijst
| Competitie       |                  |                  |
| Competitie       | Aantal           | Jaren            |
| Blackburn Rovers | Blackburn Rovers | Blackburn Rovers |
| ---------------- | ---------------- | ---------------- |
| Premier League   | 1×               | 1994/95          |